# Mechanic: Resurrection
Mechanic: Resurrection è un film del 2016 diretto da Dennis Gansel e interpretato da Jason Statham, Jessica Alba, Tommy Lee Jones e Michelle Yeoh.
È il sequel del film del 2011 Professione assassino.

## Trama
Dopo aver finto la propria morte, Arthur Bishop vive tranquillamente a Rio de Janeiro sotto il nome di Santos. Qui viene rintracciato da una donna, Renee Tran: il suo capo vuole arruolarlo per uccidere tre persone facendolo passare per un incidente. Sentendosi alle strette, in una situazione poco chiara e con l’incognita di come siano potuti risalire alla sua nuova vita, Bishop scatta una foto alla donna, fa fuori i suoi scagnozzi e si dà alla fuga. Sapendo di essere stato braccato, Bishop va in Thailandia e si rifugia dalla sua amica Mae; dopo alcune indagini, scopre che il misterioso datore di lavoro è Riah Crain. Da qui inizia una serie di avventure che porteranno Bishop a scoprire come è stato rintracciato e perché Riah vuole proprio lui per questa missione.

## Produzione
Dopo il successo del film Professione assassino del 2011, i produttori decidono di dare il via a una nuova serie di film d'azione, ampliandone però il campo di applicazione. Viene quindi ricostruito lo stesso personaggio del primo film per portarlo ad un altro livello. Mechanic: Resurrection si allontana dall’ambientazione metropolitana del primo capitolo e si sposta nelle tipiche ambientazioni esotiche delle popolari saghe di spionaggio e in questo contesto a fare compagnia al protagonista non è più un allievo problematico in cerca di vendetta, ma una sorta di bond-girl dal cuore d’oro, operatrice in un rifugio di bambini cambogiani, della quale il duro Bishop si innamora. Per aggiungere un sapore internazionale alla produzione, viene scelto per la regia il regista tedesco pluripremiato Dennis Gansel e al protagonista vengono affiancate star note al pubblico internazionale e ai fan dei blockbuster e dei film d'azione: Tommy Lee Jones, Jessica Alba e Michelle Yeoh.
La speciale moto Triumph Bonneville T120 TT del 1966 guidata da Bishop proviene dalla collezione privata di Dick Shepherd, che Jason Statham ha personalmente ringraziato sul proprio profilo Facebook.

### Budget
Il budget del film è stato di circa 40 milioni di dollari.

### Riprese
Le riprese sono iniziate il 4 novembre 2014 a Bangkok, per poi spostarsi anche in Bulgaria, Australia e Brasile.

## Promozione
Il primo trailer del film viene diffuso il 23 giugno 2016.

## Distribuzione
La pellicola, inizialmente programmata per il 22 gennaio 2016, è stata distribuita nelle sale cinematografiche statunitensi a partire dal 26 agosto dello stesso anno, mentre in Italia è arrivata il 24 novembre.

## Accoglienza

### Incassi
La pellicola ha incassato globalmente 125.729.635 di dollari, diventando così il film con Jason Statham come protagonista che ha incassato di più.

### Critica
Il film ha ricevuto recensioni negative da parte della critica. Sul sito Rotten Tomatoes il film ottiene solo il 31% delle recensioni professionali positive, con un voto medio di 4,5 su 10. Su Metacritic invece ottiene un punteggio di 38 su 100.

## Riconoscimenti
- 2017 - Alliance of Women Film Journalists
  - Candidatura per la miglior love story tra due protagonisti con molta differenza di età